# 中村卓資
中村 卓資（なかむら たかし、1968年〈昭和43年〉6月8日 - ）は、日本の政治家、栃木県さくら市長（1期）。

## 来歴
栃木県立さくら清修高等学校卒業。大東文化大学経済学部を卒業後、1993年（平成5年）4月、旧氏家町役場に入庁した。合併後のさくら市では学校教育課長や健康増進課長を務めた。

### 2025年さくら市長選挙
2025年（令和7年）2月12日付で市役所を退職した。同月28日に「（現市政の）スピード感が足りない」として市長選への立候補を表明した。
同年4月13日投開票の市長選挙で、3期目を目指した現職の花塚隆志らを165票差で破り、初当選した。市長選では当初高い知名度と組織力を持つ花塚が優勢との見方が多かったが、花塚の市政運営を巡っては「施策が出身地の旧喜連川町に偏っている」などの批判がくすぶっており、旧氏家町出身で市職員を長年務めた中村が、人見健次前市長や一部の市議、市職員OBの支持も受けて僅差で逆転した
※当日有権者数：35,540人 最終投票率：45.03%（前回比：-pts）
| 候補者名 | 年齢 | 所属党派 | 新旧別 | 得票数  | 得票率 | 推薦・支持     |
| -------- | ---- | -------- | ------ | ------- | ------ | -------------- |
| 中村卓資 | 56   | 無所属   | 新     | 7,816票 | 49.13% | -              |
| 花塚隆志 | 65   | 無所属   | 現     | 7,651票 | 48.09% | 自民・公明推薦 |
| 徳丸弘高 | 25   | 無所属   | 新     | 442票   | 2.78%  | -              |

同年4月24日、さくら市長に就任した。